# 艾因貝達哈里舍

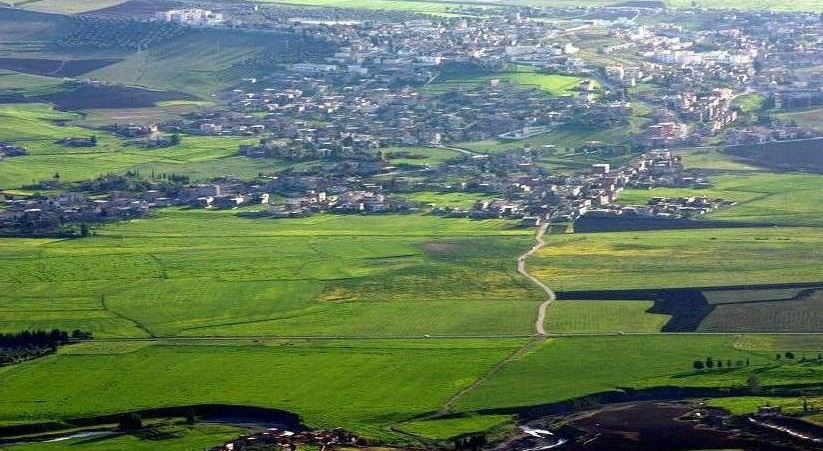
艾因貝達哈里舍

36°23′55″N 5°54′03″E / 36.398702°N 5.900749°E
艾因貝達哈里舍（阿拉伯语：‎），是阿爾及利亞的城鎮，位於該國東北部米拉省，由艾因貝達哈里舍區負責管轄，面積62平方公里，2008年人口21,013，人口密度每平方公里340人。